# جولارة علييفا
جولارة عزيز قيزي علييفا (بالأذرية: Gülarə Əziz qızı Əliyeva ) – موسيقار أذربيجاني، عازفة بيانو، فنانة حائز على لقب الجدارة في 1977.

## حياتها ونشاتها
ولدت جولارة عزيز قيزي علييفا في 17 نوفمبرا لعام 1933 في مدينة باكو. تخرجت من أكاديمية باكو للموسيقى في 1955.
عملت في الأوركسترا للآلات الموسيقية الشعبية إسمه سعيد رستاموف ومع ذلك في الفرقة للآلات الموسيقية إسمه أحسن داداشوف.
منذ 1966 جولارة علييفا هي زعيمة لفرقة «نجم الصباح» الذي نظمتها في 1966. جولارة علييفا هي مؤالفة عدد من الأعمال الموسيقية.
ظهرت جولارة علييفا مع فرقتها في الجزائر وسوريا ولبنان وأنغولا وإيطاليا وبلغاريا وإثيوبيا وسويسرا والهند وفنلندا وبلدان الأخرى.
عملت مدرسًا في جامعة أذربيجان الحكومية للثقافة والفنون، وفي 1966-1988 كانت رئيس قسم نظرية الموسيقى. سميت فرقة «دان أولدوزو» باسمها.
جولارة علييفا هي أخته طبيبة عيون أذربيجاني ظريفة علييفا، وطبيب غدد صماء طاميرلان علييف، وطبيب أورام جميل علييف، وإبنة عالم أذربيجاني البارز عزيز علييف وأخت زوج لرئيس أذربيجاني السابق حيدر علييف.
توفيت جولارة علييفا في 27 يوليو عام 1991 في مدينة باكو.